# Frisch-Glück-Fundgrube

1844 errichtete Stollnkaue

Frisch Glück war eine bedeutende Fundgrube im Bergrevier Johanngeorgenstadt im sächsischen Erzgebirge.
Da mehrere sogenannte Zechenregister bis jetzt nicht mehr auffindbar sind, liegen einige Zeiträume ihrer Betriebsgeschichte im Dunkeln. Ebenso widersprechen sich mehrmals die Mengen des Erzausbringens und gewisse Höhenangaben im Hauptschacht. Eine umfassende Darstellung der Betriebsgeschichte ist bisher nicht publiziert worden.

## Geografische Lage
Das Mundloch der 1839 begonnenen Aufschlagrösche und die 1844 errichtete Kaue befinden sich noch heute im Stadtteil Wittigsthal unweit des Straßengrenzüberganges nach Tschechien. Beide Anlagen sind technische Denkmale und dienen als Zugang zum Lehr- und Schaubergwerk Frisch Glück „Glöckl“.

## Geschichte
Aufgrund der unmittelbaren Nähe zu benachbarten Grubenfeldern blieben Gangstreitigkeiten nicht aus. Die Lösung dieser oftmals festgefahrenen Konflikte waren auch hier sogenannte gemeinschaftliche Grubenfelder. Finanzielle Beweggründe gaben aber ebenso den Ausschlag für die im Folgenden beschriebenen Grubenfelder.

### Frisch Glück eigenes Feld
Am mittleren Fastenberg, auf dem sich Johanngeorgenstadt erstreckt, wurden im 17. Jahrhundert mehrere Gruben zum Abbau unmittelbar benachbarter Erzgänge betrieben. Dazu zählte auch die im Quartal Reminiscere 1671 verliehene Grube Frisch Glück. Aufgefahren wurde die Grube über den bei ca. 697 m über NN angeschlagenen Frisch-Glück-Stolln. Nach sporadischen Silberfunden während des Vortrieb des Stollns auf dem Frisch Glück Spat konnte diese Fundgrube im Quartal Crucis 1682 erstmals 1,0 kg Silber liefern. Der nächste und dann dauerhafte Anbruch erfolgte erst drei Jahre später. Der Chronist Engelschall benennt am 20. Februar 1686 für die Fundgrube und deren 1. bis 8. Obere Maaß ein Erbvermessen. In einem Bergamtsprotokoll ist dieses Ereignis hingegen auf den 20. September 1686 datiert, das bezeugen ebenso zwei erhaltene Lochsteine. Daher ist die Angabe des Chronisten in Frage zu stellen. Eine weitere Erbvermessung erfolgte am 30. Juni 1696 mit der Oberen 9. bis 16. Maaß. Bis Ende 1722 wurden laut Engelschall zusammen mit dem Samuelis gemeinschaftlichen Feld 6.373 kg Silber ausgebracht. Daneben erhielt die Grube aus dem gemeinsam mit Neujahr Maßen unter dem Namen Römisch Adler bebauten Grubenfeld die Hälfte des ausgebrachten Silbers. Bis Ende 1722 waren das nach Angabe Engelschalls 1614 kg.
In den Jahren bis 1749 konnte diese Fundgrube stetig ein kleineres Silberausbringen vorweisen. Ab dem Quartal Trinitatis 1749 bis ca. 1758 bleiben Silberfunde trotz weiterer Vortriebsarbeiten aus. Im Jahr 1767 wurde zur Unterstützung des Johanngeorgenstädter Bergbaues die Churfürstliche Bergbaukasse gegründet. Diese kaufte von aussichtsreichen Fundgruben Kuxe. Von den 170 Kuxen von 8 Fundgruben waren 15 Kuxe von Frisch Glück. Eine weitere Form der Unterstützung war die Zahlung von zweckgebundenen Vorschüssen aus verschiedenen von Staat finanzierten Bergbaukassen. Die Fundgrube Frisch Glück erhielt hier zwischen 1767 und 1822 13.400 Taler Vorschuss.
Die wichtige 78-Lachter-Strecke wurde nach zögerlichen Abteufen des Frisch Glücker Kunstschachtes ab dem Jahr 1769 vorgetrieben. Die weitere Teufe dieses Schachtes erfolgte ab 1775 gemeinschaftlich mit Gottesgesegneter Immanuel Fundgrube. Der Anschlag der sogenannten 95-Lachter-Strecke erfolgte im Jahr 1777 in westlicher Richtung. Aufgrund verschiedener Vergleiche bzw. Verträge mit anderen Fundgruben baute Frisch Glück eigenes Feld bzw. nach Vereinigung mit Neujahr Fundgrube im Jahr 1828 bis zum endgültigen Zusammenschluss als Vereinigt Feld im Fastenberge nur noch bis zur 78-Lachter-Strecke. Bedeutende Silbereinnahmen blieben aber aus.

### Römisch Adler
Unter diesen Namen wurde vorerst von Frisch Glück und Neujahrs Maaßen und später noch Gnade Gottes ein sehr bedeutendes und ergiebiges Grubenfeld gemeinschaftlich betrieben.

### Frisch Glück und Neujahrs Maaßen gemeinschaftliches Feld
Dieses Grubenfeld wurde im Jahr 1755 errichtet und ist nicht gleichbedeutend mit Römisch Adler.

### Frisch Glück und Gnade Gottes gemeinschaftliches Feld
In diesem Grubenfeld wurde der Walts Gott Spatgang bebaut.

### Frisch Glück und St. Georgen gemeinschaftliches Feld
Dieses bedeutende Grubenfeld befand sich zwischen dem vorderen Stollnschacht und hinteren Stollnschacht von St. Georgen im Bereich einer Auftrümerung des Frisch Glück Spates.

### Frisch Glück und Samuelis gemeinschaftliches Feld
Im Jahr 1694 erfolgte ein Durchschlag in das benachbarte Grubenfeld der Fundgrube Samuelis. Nach vierjährigen Gangstreit einigte man sich auf ein gemeinschaftliches Grubenfeld in diesem strittigen Bereich.

### Gottesgesegneter Immanuel und Frisch Glück gemeinschaftliches Feld
Dieses Grubenfeld befand sich östlich vom Frisch Glücker Kunstschacht.

### Frisch Glück und Neujahr gemeinschaftliches Feld
Zur Verhinderung eines kostspieligen Prozesses aufgrund einer Gangstreitigkeit, bebaute man ab 1746 den Bergmanns Freude Gang gemeinschaftlich.

### Vereinigtes Feld der sechs Gruben (Orkus)
Eine zentrale Stellung erhielt die Fundgrube durch ein im Jahr 1774 vom Generalbergkommissar und Geheimen Rat Friedrich Anton von Heynitz erarbeitetes Tiefbauprojekt. Ziel war die Auffindung neuer Erzvorkommen auf tieferen Sohlen. In einem bergamtlichen Revisionsprotokoll von 1784 stellte der Berghauptmann Carl Wilhelm Benno von Heynitz dieses Tiefbauprojekt genauer vor. Geplant war unter anderem der Aufschluss des Fastenberges in einer tiefen Hauptteufe. Hierzu bildeten Frisch Glück, Gottesgesegneter Immanuel, Neujahr samt Georg Wagsfort, Neujahrs Maasen, Römisch Adler und Gnade Gottes samt Neujahrs Maaßen ab der 95-Lachter-Strecke ein gemeinsames Grubenfeld. Im Rahmen eines Hauptvergleiches im Jahr 1786 vereinigten sich die genannten Gruben in und ab dieser Teufe. Ausgangspunkt dieses Grubenfeldes war der Frisch Glücker Kunstschacht in Richtung Westen. Der Kunstschacht wurde bis auf eine Gesamtteufe von 305 m bei 397 m über NN gebracht und die 95-Lachter Strecke (527 m über NN) weiter aufgefahren, die Strecken 120-Lachter (481 m über NN) und 140-Lachter (448 m über NN) neu angeschlagen. Die Erwartungen auf reiche und aushaltende Erzvorkommen in diesen Teufen erfüllten sich allerdings nicht. Die Schachtteufe wurde bei 410 m über NN eingestellt und im Jahr 1798 der Frisch Glück Kunst und Treibeschacht unterhalb der 120-Lachter-Strecke aufgegeben. Die weiteren Arbeiten fanden dann im Bereich des Neujahr Spates statt. Ab dem Jahr 1804 trug dieses vereinigte Feld bzw. Tiefbauprojekt den Namen Orkus bzw. auch Orcus. Nachdem die Aussichtslosigkeit des gesamten Unternehmens deutlich wurde, gab man im Jahr 1812 auch die Strecken unterhalb des St.-Georg(en)-Stollns, dem tiefsten wasserlösenden Stolln im Grubenfeld, auf. Damit endete dieses Tiefbauunternehmen.
Die Gründung von Vereinigt Feld im Fastenberge im Jahr 1838 beendete die Existenz der Frisch Glück Fundgrube. Geblieben ist nur der Name des Hauptschachtes.

### Vereinigt Feld im Fastenberge
Mit einem neuen Anlauf zur Untersuchung der tiefen Revierteile trieb Oberberghauptmann Siegmund August Wolfgang Freiherr von Herder ab 1834 ein Tiefbauprojekt voran, dessen Kernpunkt die Aufwältigung des Frisch Glück Kunst- und Treibeschachtes war. Notwendig für dieses Projekt war die Schaffung eines großen Grubenfeldes. Um das zu erreichen, wurden sieben Grubenbetriebe vereinigt und im Quartal Reminiscere 1838 die Gesellschaft Vereinigt Feld im Fastenberge gegründet.
1838 begann die Aufwältigung und der gezielte Vortrieb des St.-Georg(en)-Stollns vom Kreuz des Neugeboren Kindlein Flachen mit dem Frisch Glück Spat zum Frisch Glück Kunst- und Treibeschacht. Gleichzeitig erfolgte auch aus Richtung dieses Schachtes die Aufwältigung und Auffahrung im Gegenortbetrieb. 1839 wurde auch mit dem Vortrieb der 5 m über dem alten Frisch-Glück-Stolln liegenden Aufschlagrösche begonnen. 1844 waren mit einem Aufwand von 7478 Talern die Aufschlagrösche, der Aufschlagwassergraben vom Breitenbach bis zum Mundloch der Aufschlagrösche und die Kunstradstube inklusive Kunstrad fertig gestellt, so dass das Kunstgezeug angeschützt werden konnte. 1846 wurde der Bau der Förderanlage (Kehrrad) beendet und der Schacht in Betrieb genommen. Vom Schacht bis zum Mundloch wurde die Aufschlagrösche auf einer Länge von 160 m mit eisernen Schienen zur Förderung ausgebaut. 1848 erreichte die Aufwältigung des Schachtes die 78-Lachter-Sohle (557 m über NN). Damit konnte die Aufwältigung der 78-Lachter-Strecke bis zum Römisch Adler Kunstschacht begonnen werden. 1852 kam es dann auf dieser Strecke zum Durchschlag in den Schaarschacht. 1853 erreichte die Aufwältigung des Schachtes die 120-Lachter-Sohle. 1859 wurde der Einbau eines zweiten Kunstgezeuges zur weiteren Aufwältigung des Schachtes zwischen der 32 und der 78-Lachter-Sohle in Betrieb genommen. 1860 erreichte man nach 394 m Auffahrung auf der 78-Lachter-Sohle den Durchschlag in die Tiefbaue auf dem Gottes Segen Spat. 1862 wurde mit der Aufwältigung des Frisch Glück Kunst- und Treibeschachtes das Schachttiefste erreicht und der Schacht 4 m seitlich versetzt weiter geteuft. 1863 wurde bei 392 m über NN die 160-Lachter-Sohle angeschlagen. 1867 fuhr man mit dem Schacht bei 366 m über NN den unterlagernden Granit an und stellte das Abteufen ein. Der Schacht hatte damit eine Gesamtteufe von 336 m erreicht. Der zwischen 14 und 23 cm mächtige Frisch Glück Spat war völlig taub. In der Folge stellte man die Arbeiten ein. Das Revier wurde dennoch weiterhin über den Frisch Glück Kunst- und Treibeschacht bis zur 60-Lachter-Sohle wasserfrei gehalten.
1892 nahm man die Arbeiten zur Aufwältigung des Schachtes auf und baute zur Sümpfung der Tiefbaue ein neues Kunstrad ein. Ziel dieser Arbeiten war die tiefe Auffahrung des Gottes Segen Spates zur Untersuchung auf Uranerze. Der im Jahr 1896 um 60 Prozent gefallene Preis für Wismut führte zum Abbruch der Sümpfungsarbeiten und zur Entlassung von 55 Prozent der Belegschaft. Erst im Jahr 1906 wurde die 60-Lachter-Sohle gesümpft. Bis zum Jahr 1910 hatte man das alte Kehrrad abgebrochen, und die Kehrradstube als Wasserspeicher für die auf der Sohle des St.-Georg-Stollns zur Stromerzeugung installierte Turbine ausgebaut. Der Schacht war bis zur 50-Lachter-Sohle mit Schienen ausgebaut worden. 1912 wurde dann eine elektrische Trommelfördermaschine in den Schacht eingebaut. Die Aufwältigung hatte die 78-Lachter-Sohle erreicht und der Schacht war bis dorthin voll ausgebaut worden. 1913 wurde dann die zweitrümige Förderanlage bis zur 78-Lachter-Sohle in Betrieb genommen. Erst im Jahr 1920 wurden die während des Ersten Weltkrieges unterbrochenen Arbeiten zur Aufsuche von Uranerzen wieder aufgenommen. Der Schacht erhielt einen Anschluss an das Elektrizitätswerk in Schwarzenberg. 1922 wurde auf der Sohle des St.-Georg-Stollns eine Kompressoranlage zum Betrieb von Bohrhämmern aufgebaut. 1924 wurde auf der inzwischen aufgewältigten 95-Lachter-Sohle mit der erneuten Auffahrung des Querschlages zum Gottes Segen Spat begonnen. Um die überforderte Wasserhaltung, die auch die Wässer des Gnade Gottes Revier (Schaarschacht) heben muss, zu entlasten, wurde die Verbindung zum Neujahrer Feld auf der 36-Lachter-Sohle verspündet. Nach mehreren Unterbrechungen wegen Geldmangels erreichte man mit dem Querschlag auf der 95-Lachter-Sohle im Januar 1930 den Gottes Segen Spat.
Am 6. Juli 1931 kam es infolge eines Unwetters zu einem Wassereinbruch aus den bis nach Böhmen reichenden Grubenbauen. Die Tiefbaue mussten daraufhin aufgegeben werden. Aufgrund der schlechten finanziellen Verhältnissen der Grube Vereinigt Feld unterblieb in den nächsten Jahren eine Aufwältigung. Erst im Januar 1935 begann die Sümpfung des Schachtes und erreichte im Juni 1935 die 95-Lachter-Sohle. Der Schacht wurde neu ausgebaut und zur Förderung vorgerichtet. Nach erfolgter Aufwältigung von Teilen der 78-Lachter-Sohle wurden hier mittelst eines im April 1936 in nördlicher Richtung angesetzten Querschlages der Georg Wagsfort Spat und der Neugeboren Kindlein Flache Uranerz führend angefahren. Dieser Querschlag wurde im April 1939 bei einer Gesamtauffahrung von 451 m endgültig eingestellt. Der Neugeboren Kindlein Flache wurde 1938 und der Georg Wagsfort Spat 1939 streichend untersucht. Die Gangmächtigkeiten betrugen 1–2 cm (max. 10 cm). Bei dieser Untersuchung wurden 38,9 kg U3O8 gewonnen. Bis zum Ende des Zweiten Weltkrieges hatte der Schacht nur noch für die Wasserhaltung Bedeutung. Aufgrund der autarken Energieversorgung konnte das Grubengebäude auch 1945 wasserfrei gehalten werden.
Zur Erweiterung der Vorratsbasis trat die Gewerkschaft ab März 1943 in Verhandlungen zum Kauf der Grubenfelder in Breitenbach ein. Ein am 17. November ausgefertigter Kaufvertrag trat nicht in Kraft, da bis zum 31. März 1945 ein am 9. September 1857 eingetragenes Grundpfandrecht nicht geklärt werden konnte.
In einem am 4. Oktober 1945 von Oscar Walter Oelsner abgefassten Bericht, beziffert er die Im Revier vorhandene Uranerzmenge auf 80 – 90 t U3O8.
Im Herbst 1945 wurde die Grube das erste Mal von sowjetischen Geologen befahren. Die schon im Herbst 1945 durch die Sachsenerz Bergwerks AG begonnene Rekonstruktion des Schachtes wurde 1946 fortgesetzt. Nach der Übernahme der Schachtanlage durch die sowjetische Besatzungsmacht am 15. Juli 1946 wurde der Schacht als Schacht 1 der späteren Wismut AG zum Hauptförderschacht des Objektes 01. Noch im selben Jahr wurden hier 7,6 Tonnen Uranerz gewonnen. Zwischen 1947 und 1949 wurde der Schacht bei vollem Betrieb umfassend rekonstruiert. Zur Bewältigung der über den Schacht geförderten Bergemassen wurde es notwendig die nur eingleisige Frisch Glück Rösche zu ersetzen. Zu diesem Zweck wurde ein neuer zweigleisiger Stolln bis zum Schacht aufgefahren. Links und rechts der Schachtröhre wurden zwei neue Maschinenräume aufgefahren und mit Trommelfördermaschinen ausgerüstet. Gefördert wurde dann über zwei Skipanlagen. Die Ein- und Ausfahrt der Mannschaft erfolgte über Leiterfahrten. Der Schacht wurde bis zur 160-Lachter-Sohle aufgewältigt. Als Förderschacht wurde er allerdings nur bis zur 120-Lachter-Sohle genutzt. Eine tiefere Förderung verhinderte die auf dieser Sohle abgesetzte und in einem kleineren Querschnitt weiter geteufte Schachtröhre. Von der im Revier neu aufgefahrenen 180-Lachter-Sohle wurde die Schachtröhre zwecks Wasserlösung mit einem Überhauen angefahren. Ab 1953/54 diente der Schacht nur noch der Wasserhaltung und als Fluchtweg. Nach der Einstellung des Bergbaues 1958 und der anschließenden Demontage wurde auf dem Schacht am 12. Juni 1959 die letzte Schicht gefahren.

## Das Schaubergwerk
Noch im Jahr 1959 wurde die alte, sehr baufällige Kaue der Aufschlagrösche durch die Bergleute der Wismut abgebrochen und in 1500 NAW (Nationales Aufbauwerk) Stunden neu errichtet. Am 3. Oktober 1959 wurde die Kaue als „Glöckl“ der Stadt als Kulturdenkmal übergeben. 1973 erfolgte dann die Erweiterung der Anlage zu einem Schaubergwerk. Bis heute werden unter Tage die fahrbaren Bereiche erweitert und umgestaltet. Nachdem im Jahr 2000 das Gewölbe am Mundloch in der ehemaligen und als Zugang zum Schaubergwerk genutzten Aufschlagrösche einbrach, wurde die Kaue abgerissen und diese 2003 nach Originalvorlagen durch die Johanngeorgenstädter Firma Harald Reinhold wieder aufgebaut. Das Mundloch selbst wurde ebenso saniert, um weiteren Gefährdungen für den Besucherverkehr vorzubeugen.